# 小行星7453
小行星7453（英語：7453 Slovtsov）是一颗围绕太阳公转的小行星。1978年9月5日，尼古拉·切爾尼赫在克里米亚发现了此天体。
这颗小行星的绝对星等为182.73679等。